# 尹桂
尹桂（1964年—），南京大学副教授。1985年7月本科毕业于安徽师范大学化学系；1998年6月于中国药科大学药学院获得理学硕士学位；2001年6月在南京大学的配位化学研究所获得理学博士学位，并在同年留任有机教研室。

## 在研项目
国家自然科学基金重大项目---子项目。项目名称：（No. 20391001，2004.1---2007.12）富勒烯基分子固体材料的合成、表征和磁性及发光性能研究。

## 主研方向
1. 药物合成；
2. 富勒烯化学和物理；
3. 纳米材料化学。